# Finale della Coppa CERS 2017-2018
La finale della 38ª edizione della Coppa CERS si è disputata il 29 aprile 2018 presso il Pavellò Onze de Setembre di Lleida, in Spagna, tra i portoghesi del Barcelos e gli spagnoli del Lleida.
Essa è stata vinta dal Lleida, al primo successo nella competizione, ai tiri di rigore dopo che i tempi supplementari erano terminati con il risultato di 2 a 2.  

## Le squadre
| Squadre  | Partecipazioni precedenti (il grassetto indica la vittoria) |
| -------- | ----------------------------------------------------------- |
| Barcelos | 1995, 1999, 2016, 2017                                      |
| Lleida   | Nessuna                                                     |

## Tabellino
| Arbitri: | Xavier Bleuzen Julien Thibaud |

|                                |                      |                                |
| Almeida 6'54" Guimaraes 17'08" | Marcatori            | 34'24" Tomas 40'32" D. Gimenez |
|                                | Tiri di rigore 0 – 1 | Creus                          |